# Васянович Микола Максимович
Васянович Микола Максимович (* 17 лютого 1940, с. Мелені Коростенського району Житомирської області) — диригент, композитор. Заслужений діяч мистецтв України (1996).

## Життєпис
Закінчив Харківський державний інститут культури (1971), Львівську консерваторію (1980; кл. диригування І. Небожинського).
Працював у відділі культури, училищі культури, музичному училищі (всі — Житомир, 1965-83). 1983-89 — диригент Житомирського музично-драматичного театру ім. І. Кочерги; від 1989 — художній керівник, з 1992 — художній керівник і диригент Житомирської філармонії.
Один із засновників і дир. Благодійного фонду ім. С Ріхтера (від 2003).
Автор музики до вистав:
- «Чарівна чоботарка» Ф. Ґарсіа Лорки (1986),
- «За синім птахом» М. Літка (1988),
- «Якщо можеш — прости» Я. Стельмаха (1997),
- «Русалонька» за Г.- X. Андерсеном (1999),
- «Адам і Єва» (лібрето В. Сутиріна, 1994);
- циклу вокальних ансамблів «Струни серця» на вірші Лесі Українки (1992);
- пісень для хору, солістів.